# 擂台爭霸
《擂台爭霸》（英語：Arena）是一部2011年美國動作片，講述一名聯調局（FBI）探員被迫進入現代角鬥場的野蠻世界，參賽者為線上大眾的娛樂而決鬥至死。電影由喬納·魯普執導（導演處女作），凱蘭·魯茲和山繆·傑克森主演，2011年10月11日在美國採DVD首映發行。

## 演員
- 凱蘭·魯茲[1]飾演FBI探員大衛·塞爾／大衛·洛德／死販
- 山繆·傑克森[1]飾演羅根
- 卡蒂雅·溫特飾演蜜拉
- 妮娜·杜波夫飾演洛莉·塞爾
- 戴瑞克·梅耶斯飾演布魯圖斯·傑克森
- 科菲·伊亞當飾演開膛手
- 金大賢[1]飾演森大河／白武士
- 詹姆士·雷瑪飾演FBI探員山姆·麥卡帝／山姆·洛德
- 约翰尼·梅辛纳飾演卡登／劊子手

## 製作
電影最初命名為《死亡遊戲》（Deathgames）。2010年5月在路易斯安那州開拍。

## 外部連結
- 互联网电影数据库（IMDb）上《擂台爭霸》的资料（英文）